# حال (سلوك)
الحال في اصطلاح السالكين هو ما يرد على القلب من طرب أو حزن أو بسط أو قبض. وتسمى الحال بالوارد أيضا. ولذا قالوا لا ورد لمن لا وارد له. أحوال عمل القلب التي ترد على قلب السالك من صفاء الأذكار. وهذا يعني أن الأحوال لها علاقة بالقلب وليس بالجوارح. وقيل هو معنى يرد على القلب من غير تصنع ولا اجتلاب ولا اكتساب من طرب أو حزن أو قبض أو بسط أو هيبة ويزول بظهور صفات النفس سواء يعقبه المثل أولا، فإذا دام وصار ملكا يسمى مقاما، فالأحوال مواهب، والمقامات مكاسب، والأحوال تأتي من عين الجود والمقامات تحصل ببذل المجهود.
والحال لغة هو ما عليه الإنسان من خير أو شر.
وفي اصطلاح التصوف هو ما يرد علي القلب من غير تعمل ولا اجتلاب ومن شرطه أن يزول ويعقبه المثل بعد مثل إلي أن يصفو وقد لا يعقبه المثل ومن هنا نشأ الخلاف فمن أعقبه المثل قال بدوامه ومن لم يعقبه مثل قال بعدم دوامه وقد قيل الحال بغير الأوصاف علي العبد. وقيل ما يرد على القلب بمحض الموهبة، من غير تعمل أو اجتناب كحزن أو خوف أو بسط أو قبض أو شوق أو ذوق ويزول بظهور صفات النفس، سواء يعقبه الميل أو لا، فإذا قام وصار ملكاً سمي مقاماً. وقيل معنىً يرد على القلب من غير تصنع ولا اجتلاب ولا اكتساب من طرب أو حزن أو قبض أو هيبة.